# Lentinula boryana
Lentinula boryana är en svampart som först beskrevs av Berk. & Mont., och fick sitt nu gällande namn av David Norman Pegler 1976. Lentinula boryana ingår i släktet Lentinula och familjen Marasmiaceae.   Inga underarter finns listade i Catalogue of Life.